# Suvi Mikkonen
Suvi Mikkonen (Dragsfjärd, 11 de julio de 1988) es una deportista finlandesa que compitió en taekwondo.
Ganó una medalla de bronce en el Campeonato Europeo de Taekwondo de 2014, en la categoría de –53 kg. Participó en dos Juegos Olímpicos de Verano, en los años 2012 y 2016, ocupando el quinto lugar en Londres 2012, en la categoría de –57 kg.
Aunque nació en Finlandia, vivió su infancia y adolescencia en Estados Unidos. A los 18 años se mudó a Madrid y se afilió al club Hankuk de San Sebastián de los Reyes. Después de retirarse de la competición, trabajó de entrenadora de taekwondo, convirtiéndose en presidenta del club Hankuk.

## Palmarés internacional
| Campeonato Europeo | Campeonato Europeo | Campeonato Europeo | Campeonato Europeo |
| Año                | Lugar              | Medalla            | Categoría          |
| ------------------ | ------------------ | ------------------ | ------------------ |
| 2014               | Bakú (Azerbaiyán)  | Medalla de bronce  | –53 kg             |